# Don Maestri
Don Maestri, (Nueva Orleans, Luisiana, 25 de octubre de 1946) es un entrenador de baloncesto estadounidense que ejerce en la División I de la NCAA.

## Trayectoria
- Holy Cross HS (1970–1979)
- Universidad Estatal de Misisipi (1979–1980), (asistente)
- Universidad de Alabama (1980–1982), (asistente)
- Universidad de Troy (1982–2013)
- Universidad de Texas A&M (2016- ), (asistente)